# Sammlungen aus einundzwanzig Epochen
Die Sammlungen aus einundzwanzig Epochen (jap. 二十一代集, nijūichidaishū) sind 21 auf Befehl verschiedener Tennō zusammengestellte Anthologien „japanischer Gedichte“ (Waka). Sie werden weiter unterteilt in die Sammlungen aus acht Epochen (八代集, hachidaishū), die etwa bis zum Ende der Heian-Zeit kompiliert wurden, und die Sammlungen aus dreizehn Epochen (十三代集, jūsandaishū), ab dem Übergang zur Kamakura-Zeit. Ferner existiert noch die weniger gebräuchliche Bezeichnung Sammlungen aus 3 Epochen (三代集, sandaishū), welche ab dem Kokin-wakashū zählt.
Als offizielle, „auf kaiserlichen Befehl kompilierte Sammlungen“ (勅撰集, chokusenshū) stehen sie den ungleich häufiger auftretenden inoffiziellen privaten „Haus-Sammlungen“ (家集, kashū) gegenüber.
Das Shinkokin-wakashū kann als letzte große Waka-Sammlung bezeichnet werden, da in den folgenden Jahrhunderten das Waka immer mehr von neueren Versformen, wie Renga und Haiku verdrängt wurde.

## Übersicht
| Sammlung | Sammlung | Sammlung | Entstehungszeit *)                                                                                     | Kompilator                                                                                              | Name                   | Kanji          |
| -------- | -------- | -------- | --- | --- | ---------------------- | -------------- |
| 21       |          | 3        | 905 | Ki no Tomonori, Ki no Tsurayuki, Ōshikōchi no Mitsune, Mibu no Tadamine                                 | Kokin-wakashū          | 古今和歌集     |
| 21       | ab 951   | 3        | Ōnakatomi no Yoshinobu, Kiyohara no Motosuke, Minamoto no Shitagō, Ki no Tokibumi, Sakanoue no Mochiki | Gosen-wakashū                                                                                           | 後撰和歌集             |                |
| 21       | 1000     | 3        | | Shūi-wakashū                                                                                            | 拾遺和歌集             |                |
| 21       | 8        | 8        | 1086                                                                                                   | Fujiwara no Michitoshi                                                                                  | Goshūi-wakashū         | 後拾遺和歌集   |
| 21       | 8        | 8        | 1124                                                                                                   | Minamoto no Shunrai                                                                                     | Kin’yō-wakashū         | 金葉和歌集     |
| 21       | 8        | 8        | um 1152                                                                                                | Fujiwara no Akisuke                                                                                     | Shika-wakashū          | 詞花和歌集     |
| 21       | 8        | 8        | 1188                                                                                                   | Fujiwara no Shunzei                                                                                     | Senzai-wakashū         | 千載和歌集     |
| 21       | 8        | 8        | 1205                                                                                                   | Horikawa Michitomo, Fujiwara no Ariie, Fujiwara no Teika, Asukai Masatsune, Jakuren                     | Shinkokin-wakashū      | 新古今和歌集   |
| 21       | 13       | 13       | 1232–35                                                                                                | Fujiwara no Teika                                                                                       | Shinchokusen-wakashū   | 新勅撰和歌集   |
| 21       | 13       | 13       | ab 1251                                                                                                | Fujiwara no Tameie                                                                                      | Shokugosen-wakashū     | 続後撰和歌集   |
| 21       | 13       | 13       | 1259–65                                                                                                | Fujiwara no Tameie, Fujiwara no Motoie, Fujiwara no Yukiie, Fujiwara no Mitsutoshi, Fujiwara no Ieyoshi | Shokukokin-wakashū     | 続古今和歌集   |
| 21       | 13       | 13       | ab 1276                                                                                                | Nijō Tameuchi                                                                                           | Shokushūi-wakashū      | 続拾遺和歌集   |
| 21       | 13       | 13       | ab 1301                                                                                                | Nijō Tameyo                                                                                             | Shingosen-wakashū      | 新後撰和歌集   |
| 21       | 13       | 13       | 1312–13                                                                                                | Kyōgoku Tamekane                                                                                        | Gyokuyō-wakashū        | 玉葉和歌集     |
| 21       | 13       | 13       | ab 1320                                                                                                | Nijō Tameyo                                                                                             | Shokusenzai-wakashū    | 続千載和歌集   |
| 21       | 13       | 13       | ab 1326                                                                                                | Nijō Tamefuji, Nijō Tamesada                                                                            | Shokugoshūi-wakashū    | 続後拾遺和歌集 |
| 21       | 13       | 13       | 1344–49                                                                                                | Kōgon Tennō                                                                                             | Fūga-wakashū           | 風雅和歌集     |
| 21       | 13       | 13       | 1356–59                                                                                                | Nijō Tamesada                                                                                           | Shinsenzai-wakashū     | 新千載和歌集   |
| 21       | 13       | 13       | 1363–64                                                                                                | Nijō Tameaki, Ton’a                                                                                     | Shinshūi-wakashū       | 新拾遺和歌集   |
| 21       | 13       | 13       | 1375–84                                                                                                | Nijō Tametō, Nijō Tameshige                                                                             | Shingoshūi-wakashū     | 新後拾遺和歌集 |
| 21       | 13       | 13       | 1433–39                                                                                                | Asukai Masayo                                                                                           | Shinshokukokin-wakashū | 新続古今和歌集 |